# Planococcus epulus
Planococcus epulus är en insektsart som beskrevs av De Lotto 1964. Planococcus epulus ingår i släktet Planococcus och familjen ullsköldlöss.
Artens utbredningsområde är Kenya. Inga underarter finns listade i Catalogue of Life.